# Otto Lemm (Fabrikant)
Otto Lemm (* 1. November 1867; † 18. Oktober 1920 in Berlin) war ein deutscher Unternehmer, der vor allem als Hersteller von Schuhcreme-Artikeln bekannt wurde. Die Villa Lemm in Berlin-Gatow war sein letzter Wohnsitz und trägt bis heute seinen Namen.

## Wirken als Unternehmer

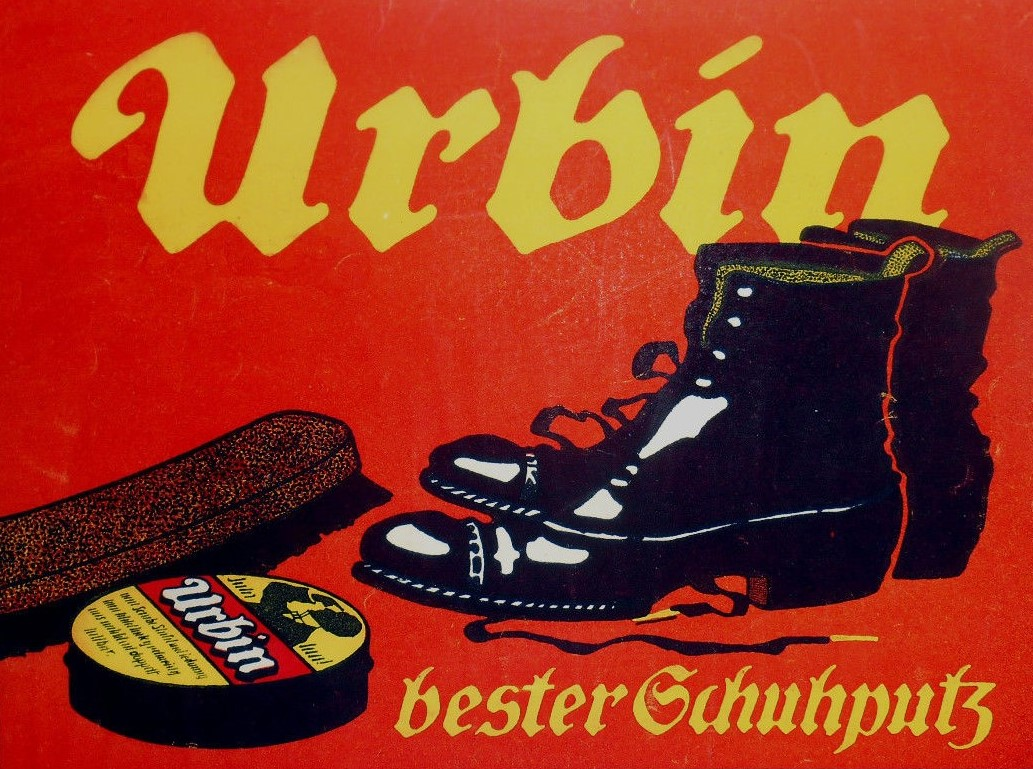
Werbeplakat von Hans Lindenstaedt (1905)

1893 gründete Otto Lemm gemeinsam mit seinem Geschäftspartner Paul Urban die Charlottenburger Chemische Fabrik Urban & Lemm, die sich auf die Herstellung von Schuhcreme- und Metallputzmittel fokussierte. Zu den bekanntesten Artikeln gehörte das Markenprodukt Urbin.
Lemm erwarb mit seinem Unternehmen 1898 einen 1884 von Ernst Nürnberg errichteten Gebäudekomplex auf dem Gelände der heutigen Charlottenburger Schleuseninsel. Nach massiven Umbauten entstand 1900 ein dreigeschossiger Klinkerbau, der u. a. ein großzügiges Lagergebäude beherbergte.
Das Unternehmen erweiterte den Komplex schließlich 1909 um einen weiteren fünfgeschossigen Bau. Mit seinen Marken gehörte Lemm zu den erfolgreichsten Unternehmern seiner Zeit.
Die Produktionsverlagerung nach Berlin-Reinickendorf 1920 erlebte Lemm nicht mehr. Mit Ausnahme eines Ateliergebäudes an der Nonnendammallee sind heute alle Bauten des Unternehmens verschwunden.
Otto Lemm war Freimaurer. Mit seiner Frau Clara hatte er vier Kinder – zwei Söhne und zwei Töchter.

## Villa Lemm
1907 ließ sich Lemm am Rothenbücher Weg im späteren Berliner Ortsteil Gatow von dem Architekten Max Werner, mit dem er eng befreundet war, auf einem erworbenen Wassergrundstück an der Havel eine Villa im englischen Landhausstil erbauen, deren Fertigstellung 1908 erfolgte. In den folgenden Jahren erweiterte Lemm das Anwesen sukzessive auf eine Gesamtfläche von ca. 24.000 m².
Die Villa Lemm gilt als eines der schönsten und bedeutendsten großbürgerlichen Anwesen Berlins und führt bis heute seinen Namen.
Lemms Witwe Clara verkaufte die Villa 1928 an den befreundeten Arzt János Plesch und ließ sich vom Architekten Walter Ahnert das Landhaus Clara Lemm errichten, das sich ebenfalls in Berlin-Gatow befindet und inzwischen unter Denkmalschutz steht und eine Kindertagesstätte beherbergt.

## Mausoleum Lemm

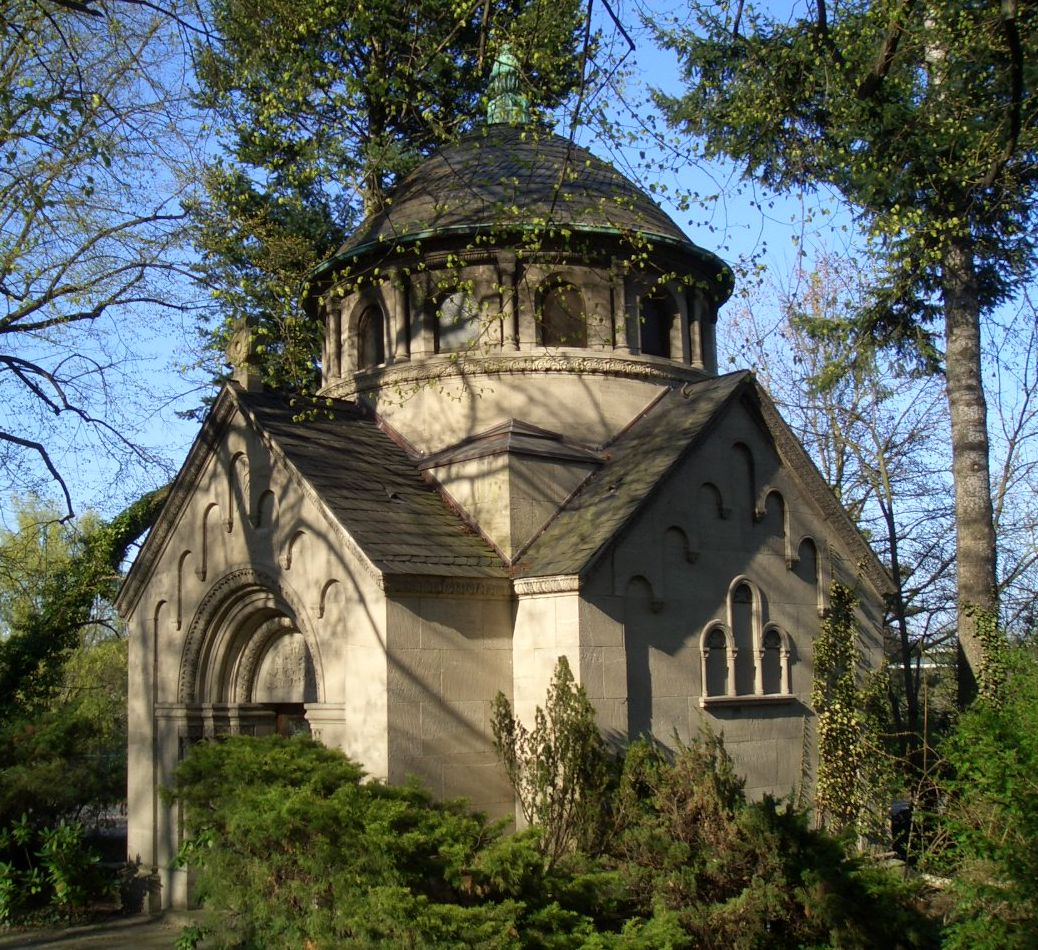
Außenansicht des Mausoleums der Familie Lemm

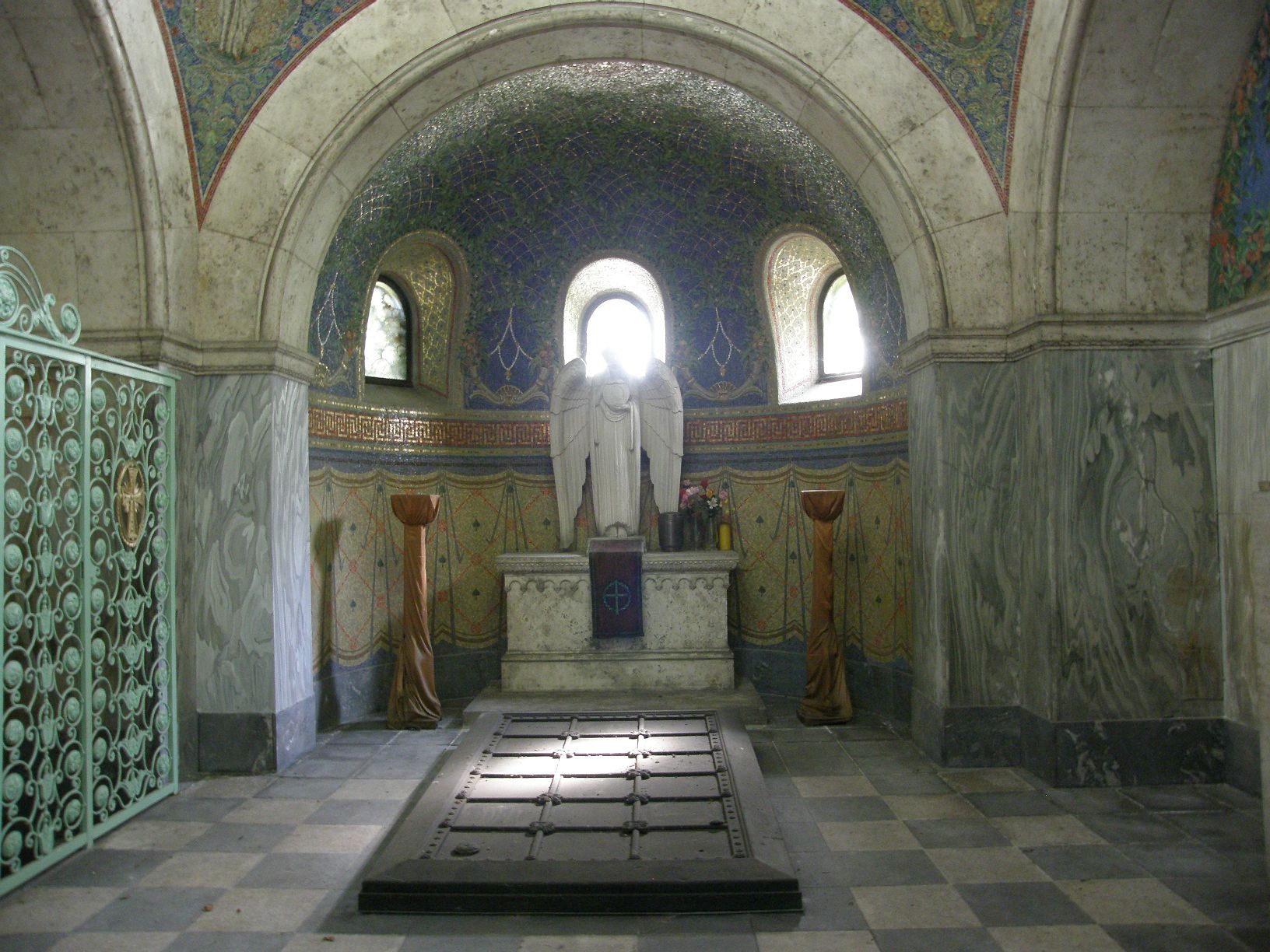
Der Andachtsraum im Mausoleum

Kurz vor seinem 53. Geburtstag starb Lemm im Oktober 1920 nach langem, schwerem Leiden. Er ruht auf dem in der Nähe seines ehemaligen Unternehmenssitzes gelegenen Kaiser-Wilhelm-Gedächtnis-Friedhof in Berlin-Westend, auf dem er ab 1917 ein Mausoleum für seine Familie hatte errichten lassen. Der Entwurf stammte abermals von Max Werner.
Das Mausoleum ist ein Ziegelbau im Stil der Neuromanik, dessen Wände mit Werkstein und Putz verkleidet sind. Der Grundriss entspricht der Form eines griechischen Kreuzes. Die Fülle an unterschiedlichen Materialien, die bei dem Bau Verwendung fanden, überrascht: Eisen und Schmiedeeisen, Glas und Glasmosaik, Marmor, Bronze, Stuck, Blei, Holz und Textilien. In der Gruft des Bauwerks stehen noch die zwei ebenfalls von Werner entworfenen Prunksärge des Ehepaars Lemm, obwohl beide hier nicht mehr ruhen: Wegen wiederholter Einbrüche nach dem Zweiten Weltkrieg sind ihre sterblichen Überreste neben dem Mausoleum neu bestattet worden.
Besonders eindrucksvoll ist der etwa 42 m² große Andachtsraum des Bauwerks, an dessen marmorverkleideten Wänden drei Mosaike mit einer Gesamtfläche von 80 m² eingelassen sind. Hergestellt hat sie das Unternehmen Puhl & Wagner. Die Mosaike spiegeln das häusliche Zusammenleben der Familie. Zudem ist die Villa Lemm abgebildet.
Das Mausoleum zählt zu den prächtigsten Grabbauten in Berlin. Es wurde zwischen 1998 und 2006 restauriert.